# تیر (اسطوره ارمنی)
تیر (اسطوره ارمنی) در اسطوره‌های ارمنی باستان، تیر ایزد کتابت، سخنوری، علوم و هنر بوده‌است. او منشی و قاصد ایزد بزرگ آرامازد، تعبیرکننده خواب و پیشگوی سرنوشت، ثبت یادداشت‌کننده اعمال نیک و بد انسان‌ها و راهنمای ارواح مردگان در «دنیای زیرین» بوده‌است. معبد تیر، «یرازاموین» نامیده شده‌است که در نزدیکی آرتاشات پایتخت آن زمان ارمنستان قرار داشت که در سال ۳۰۱ میلادی به دست گریگور روشنگر ویران شد.